# Russische Badminton-Superliga 2015
Die Russische Badminton-Superliga 2015 bestand aus zwei Runden, wobei sich Primorje Wladiwostok als Meister durchsetzen konnte.

## Endstand
- 1. Primorje Wladiwostok (Yang Xie, Nina Vislova, Evgeny Dremin, Valeria Sorokina, Vladimir Ivanov, Olga Golovanova, Evgeniya Dimova, Ivan Sozonov, Sergey Lunev, Nikita Khakimov, Anastasiia Akchurina, Egor Karpov)
- 2. Chimki-Fors (Elena Komendrovskaja, Stanislav Pukhov, Andrei Ivanov, Maria Shegurova, Anastasia Ronzhina, Anton Nazarenko, Anton Ivanov)
- 3. BK Gattschina (Vitaliy Durkin, Victoria Slobodyanyuk, Irina Khlebko, Nikolai Ukk, Maxim Romanov, Mikhail Lavrikov, Margarita Zarembo)
- 4. ASB Metar (Anatoliy Yartsev, Evgeniya Kosetskaya, Alexander Vasilkin, Anastasia Redkina, Mikhail Gelashvili, Karina Nazarova)
- 5. BK FINEC St. Petersburg (Polina Voronko, Anastasia Kharlampovich, Dmitry Klimenko, Alisa Yursha , Anastasia Stogova, Anton Ivanov, Pavel Dobrynin, Andrey Kormanovsky, Alexandra Plis, Sergey Shcherbin)